# Pyxicephalus
Pyxicephalus is een geslacht van kikkers uit de familie Pyxicephalidae. De groep werd voor het eerst wetenschappelijk beschreven door Johann Jakob von Tschudi in 1838.
Er zijn vier soorten die voorkomen in Afrika ten zuiden van de Sahara. In tegenstelling tot de meeste kikkers komen de soorten in relatief kale streken voor.

## Taxonomie
De volgende soorten zijn bij het geslacht ingedeeld:
- Soort Pyxicephalus adspersus Tschudi, 1838 – Afrikaanse stierkikker
- Soort Pyxicephalus angusticeps Parry, 1982
- Soort Pyxicephalus edulis Peters, 1854
- Soort Pyxicephalus obbianus Calabresi, 1927

Aubria · 
Pyxicephalus